# کنیا
کنیا با نام رسمی جمهوری کنیا (به سواحلی: Jamhuri ya Kenya) کشوری در شرق آفریقا است. پایتخت آن نایروبی است و مومباسا، کیسومو و ناکورو از شهرهای مهم آن محسوب می‌شوند.
کنیا از شمال با اتیوپی و از شمال غربی با سودان جنوبی و از غرب با اوگاندا و از جنوب غربی و جنوب با تانزانیا همسایه است. کنیا همچنین از جنوب و جنوب شرقی به اقیانوس هند پیوند می‌خورد.
کشور کنیا به هشت استان تقسیم شده که هر کدام توسط یک استاندار اداره می‌شود. این استان‌ها به ۷۱ منطقه، ۲۶۲ بخش و ۱۰۸۸ ناحیه تقسیم شده‌اند. دولت بر کار استانداری‌ها نظارت می‌کند. جمعیت این کشور ۵۳٬۷۷۱٬۰۰۰ نفر است.
هشتاد و پنج و نیم درصد مردم کنیا مسیحی و ۱۱ درصد مسلمان هستند. زبان‌های رسمی آنان زبان سواحلی و انگلیسی است.
امور سیاسی کنیا در چارچوب نظام سیاسی ریاستی قرار دارد که رئیس‌جمهور هم رهبر کشور و هم رهبر دولت است. قوهٔ مجریه در اختیار دولت است. قوهٔ قانون‌گذاری میان دولت و مجلس ملی کنیا تقسیم شده‌است. قوهٔ قضائیه مستقل از مجریه و قانون‌گذاری است. پس از مستقل شدن، کنیا ثبات سیاسی خود را در برابر تغییرات سیاسی بحران‌های کشورهای همسایه حفظ کرده‌است. با روی کار آمدن دموکراسی، کنیایی‌ها از آزادی بیشتری برخوردار شدند.
این کشور با تانزانیا (۷۷۵ کیلومتر)، اوگاندا (۸۱۴ کیلومتر)، سودان جنوبی (۳۱۷ کیلومتر)، اتیوپی (۸۶۷ کیلومتر) و سومالی (۶۸۴ کیلومتر) مرز مشترک دارد.

## تاریخ
سنگواره‌های یافته شده در آفریقا نشان می‌دهد که پستانداران از ۲۰ میلیون سال پیش در آن زندگی می‌کرده‌اند. یافته‌های اخیر در کنار دریاچه تورکانای کنیا نشان می‌دهد که انسان‌های نخستین حدود ۵/۲ میلیون سال پیش در آن زندگی می‌کرده‌اند. در سال ۱۹۸۴، ریچارد لیکی و کامویا کیمئو اسکلت یک پسر بچه تورکانایی را در دریاچه تورکانا کشف کردند که مربوط به ۶٫۱ میلیون سال پیش است.
صدها سنگواره دایناسورهای ددپا و تمساح‌های غول پیکر در اطراف کنیا در سال ۲۰۰۴ کشف شده‌است. فسیل‌های مربوط به دوران میانه‌زیستی (بیش از ۲۰۰ میلیون سال پیش) توسط گروه جستجوی دانشگاه یوتا و موزه ملی کینا در ژوئیه و اوت ۲۰۰۴ در لوکیتانگ جورج در نزدیکی دریاچه تورکانا پیدا شده‌است.

### دوران استعمار

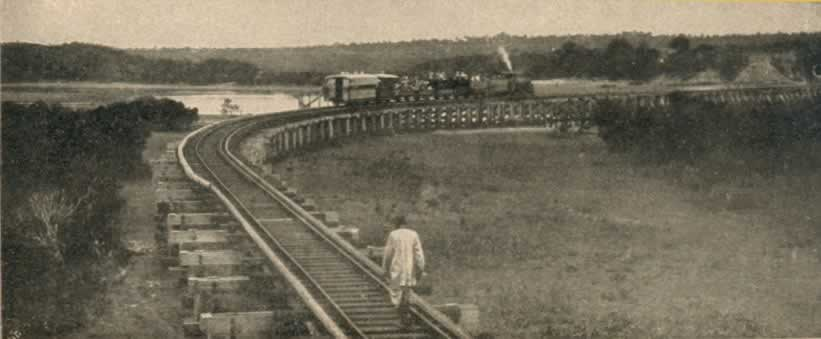
راه‌آهن کنیا-اوگاندا نزدیکی مومباسا حدود سال ۱۸۹۹

شورش مائو مائو در سال ۱۹۵۲ آغاز شد و تا سال ۱۹۶۰ ادامه یافت. کنیا در تاریخ ۱۲ دسامبر ۱۹۶۳ میلادی، رسماً از امپراتوری بریتانیا استقلال یافت.

### تاریخ پس از استعمار

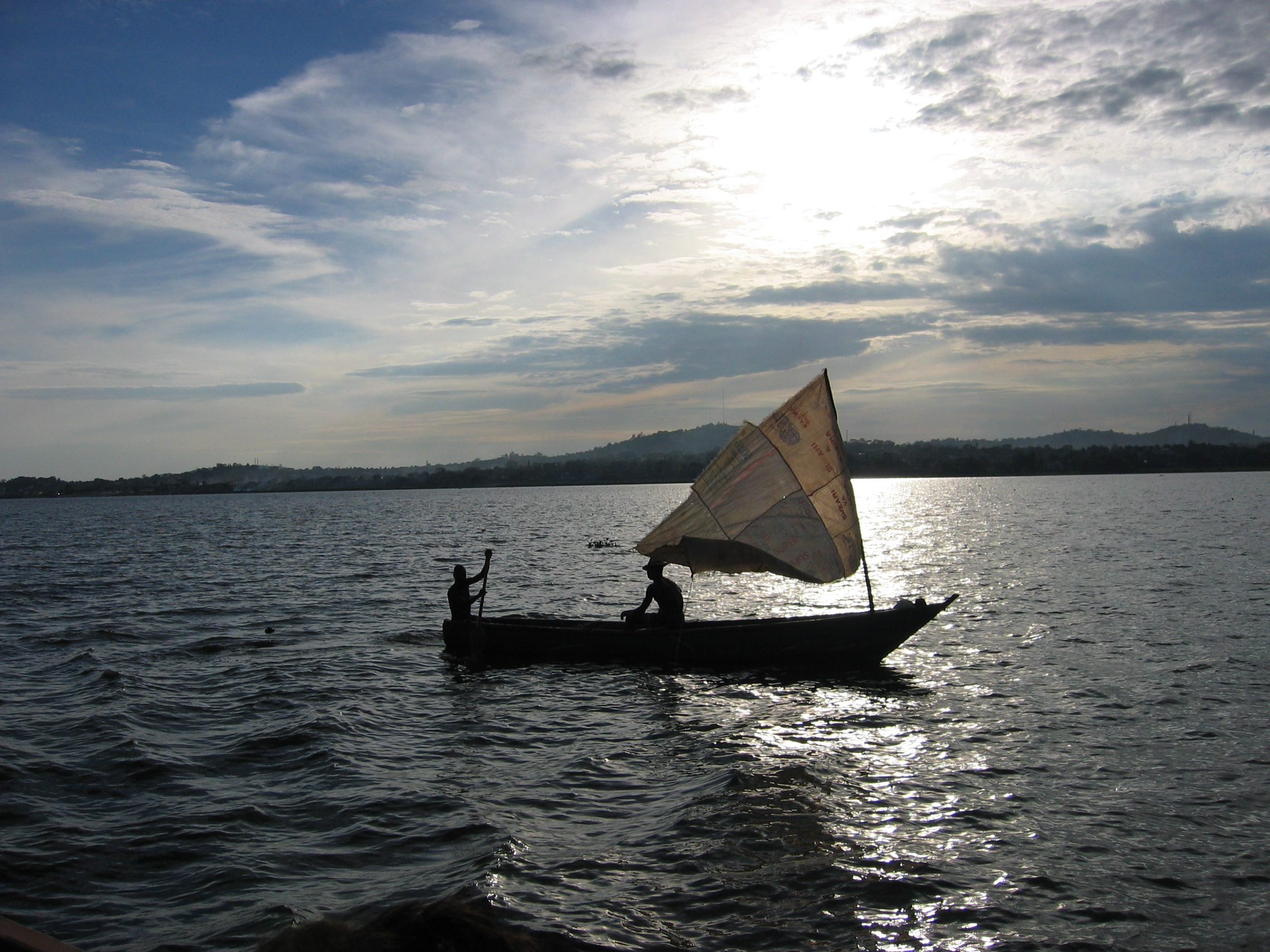
دریاچه ویکتوریا

اولین انتخابات مجلس قانونگذاری آفریقا در ۱۹۵۷ رخ داد. برخلاف امید بریتانیا برای انتقال قدرت به جریان‌های میانه‌روی آفریقایی، اتحادیه ملی آفریقایی کنیا (KANU) به رهبری جومو کنیاتا، بلافاصله پس از استقلال کنیا در ۱۲ دسامبر ۱۹۶۳، دولت را تشکیل دادند. یک سال بعد کنیاتا اولین رئیس‌جمهور کنیا گردید. با مرگ کنیاتا در سال ۱۹۷۸، دنیل آراپ موی رئیس‌جمهور شد. انتخابات ۱۹۸۳ زودتر از موعد انجام شد که بخاطر کودتای نظامی در ۱ اوت ۱۹۸۲ بود. این کودتای ناموفق توسط یکی از درجه‌داران نیروی هوایی، هزکیا اوچوکا طرح‌ریزی شده بود. این شورش سریعاً توسط نیروهای وفادار واحد خدمت عمومی (GSU) سرکوب گردید. این اتفاق منجر به منحل کردن تمامی نیروی هوایی گردید؛ و بسیاری از اعضای قبلیش اخراج شدند. انتخابات ۱۹۸۸ با روش صف‌بندی انجام شد که رأی‌دهندگان می‌بایست به جای برگه رأی پشت سر نامزد موردنظرشان در یک صف می‌ایستادند. این مسئله اوج رژیم غیردمکراتیک بود و منجر به گسترش اصلاحات گردید. در انتخابات ۱۹۹۲ و ۱۹۹۷، دوباره دانیل آراپ موی پیروز شد. در انتخابات ۲۰۰۲، موی موفق نشد و موای کیباکی از حزب «ائتلاف رنگین‌کمان ملی» به عنوان رئیس‌جمهور انتخاب شد. در این انتخابات، ناظران محلی و بین‌المللی حضور داشتند و انتخابات کاملاً سالم و آزادانه برگزار شد.

## سیاست

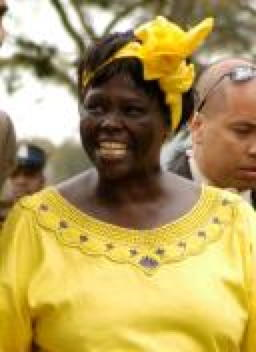
وانگاری ماآتای پدیدآورنده مفاهیم ابتدایی صلح و دموکراسی در کنیا

امور سیاسی کنیا در چهار چوب نظام سیاسی رئیس‌جمهوری و دمکراسی قرار دارد که رئیس‌جمهور هم رهبر کشور و هم رهبر دولت است. قوه مجریه در اختیار دولت است. قوه قانون‌گذاری بین دولت و مجلس ملی کنیا تقسیم شده‌است. قوه قضائیه مستقل از مجریه و قانون‌گذاری است.
پس از مستقل شدن، کنیا ثبات سیاسی خود را در برابر تغییرات سیاسی و بحران‌های کشورهای همسایه حفظ کرده‌است. با روی کار آمدن مردم‌سالاری، کنیایی‌ها از آزادی بیشتری برخوردار شدند.
مجلس در پاییز ۱۹۹۷، قوانین بجا مانده از دوران مستعمراتی که آزادی بیان را محدود می‌کردند، اصلاح کرد. این امر منجر به افزایش آزادی همگانی و انتخابات ملی موفق در دسامبر ۱۹۹۷ گردید.
در سال ۲۰۰۲ انتخابات کنیا تحت نظر ناظران بین‌المللی برگزار شد. این انتخابات نقطه عطفی در تاریخ کنیا بود و قدرت با صلح و آرامش از حزبی که از زمان استقلال قدرت را در دست داشت به حزب ائتلافی جدید مستقل گردید.
رئیس‌جمهور جدید، موای کیباکی، قول داده‌است که توجه خود را به رشد اقتصادی، مبارزه با فساد، بهبود وضعیت تحصیلی و بازنویسی قانون اساسی متمرکز کند. در سال ۲۰۰۵، برنامه رفراندوم قانون اساسی کنیا که توسط پارلمان و رئیس‌جمهور حمایت می‌شد، شکست خورد. انتخابات بعدی در دسامبر ۲۰۰۷ برگزار خواهد شد. احتمال می‌رود که کیباکی مجدداً در انتخابات شرکت کند، هر چند این خبر هنوز تأیید یا تکذیب نشده‌است.

### تاریخ سیاسی کنیا
اولین انتخابات مجلس قانونگذاری آفریقا در ۱۹۷۵ رخ داد. برخلاف امید بریتانیا برای تعویض قدرت به جریان‌های میانه‌روی آفریقایی، اتحادیه ملی آفریقایی کنیا (KANU) به رهبری جومو کنیاتا، بلافاصله پس از استقلال کنیا در ۱۲ دسامبر ۱۹۶۳، دولت را تشکیل دادند.
یکسال بعد کنیاتا اولین رئیس‌جمهور کنیا گردید. با مرگ کنیاتا در سال ۱۹۷۸، دنیل آراپ موی رئیس‌جمهور شد.
انتخابات ۱۹۸۳ زودتر از موعد انجام شد که بخاطر کودتای نظامی در اول اوت ۱۹۸۲ بود. این کودتای ناموفق توسط یکی از درجه داران نیروی هوایی، هزکیا اوچوکا طرح‌ریزی شده بود. این شورش سریعاً توسط نیروهای وفادار سرکوب گردید. این اتفاق منجر به منحل کردن تمامی نیروی هوایی گردید؛ و بسیاری از اعضای قبلی آن اخراج شدند.
انتخابات ۱۹۸۸ با سیستم صف بندی انجام شد که رأی دهندگان می‌بایست به جای برگه رأی، پشت سر کاندیدای موردنظرشان در یک صف می‌ایستادند. این روش غیردمکراتیک باعث گردید که مردم و احزاب سیاسی خواستار تغییر آن و اتخاذ روش معمول انتخابات شدند.

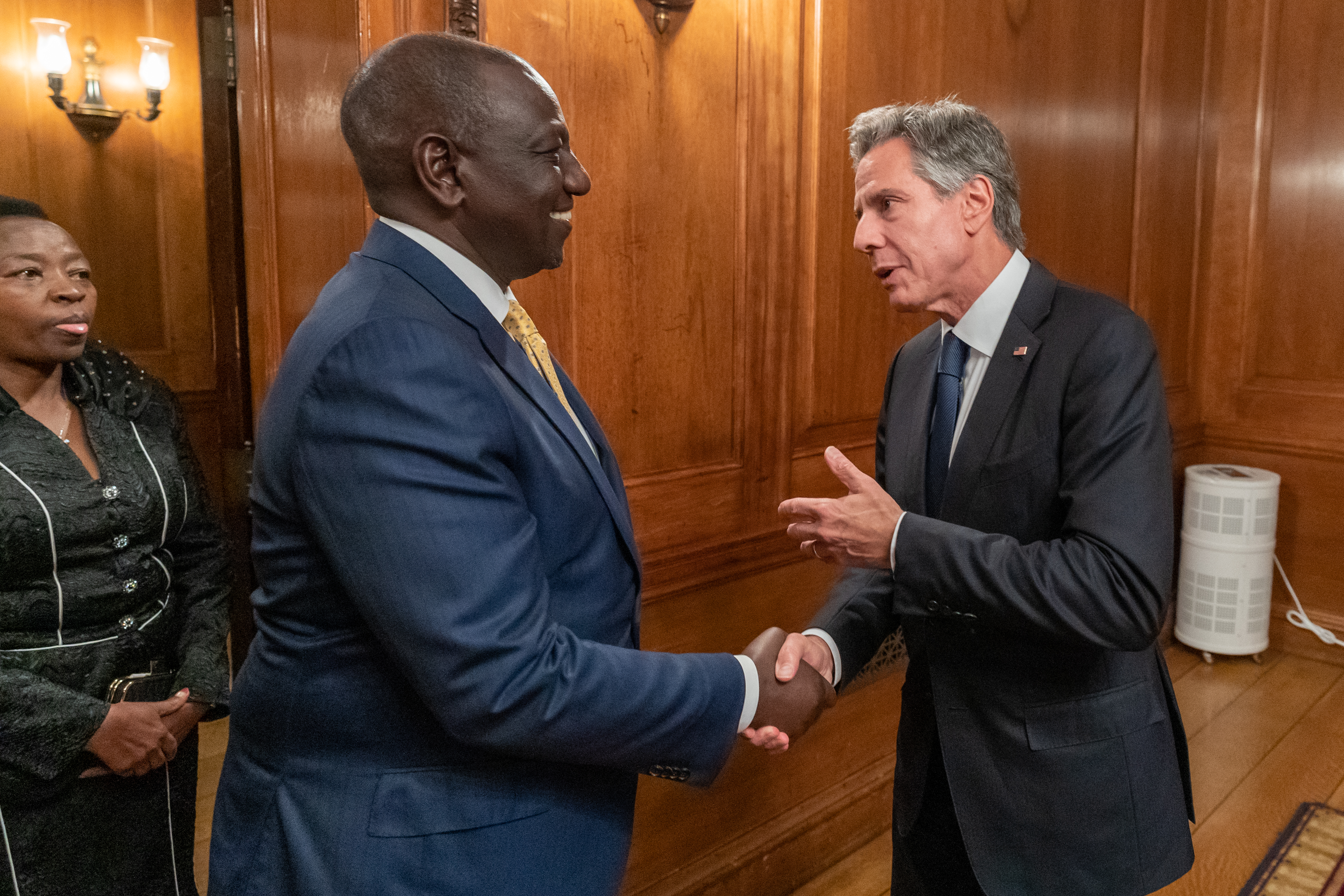
ویلیام روتو رئیس‌جمهور کنیا و آنتونی بلینکن وزیر امور خارجه ایلات متحده

در انتخابات ۱۹۹۲ و ۱۹۹۷، دوباره دنیل آراپ موی پیروز شد. مجلس در پاییز ۱۹۹۷ قوانین محدودکنندهٔ آزادی بیان را اصلاح کرد. این امر منجر به افزایش آزادی همگانی و انتخابات ملی موفق در دسامبر ۱۹۹۷ گردید.
در سال ۲۰۰۲ انتخابات کنیا تحت نظر ناظران بین‌المللی برگزار شد. این انتخابات نقطه عطفی در تاریخ کنیا بود و قدرت با صلح و آرامش از حزبی که از زمان استقلال قدرت را در دست داشت. حزب ائتلافی جدید منتقل گردید. رئیس‌جمهور جدید، موای کیباکی، قول داده‌است که توجه خود را به رشد اقتصادی، مبارزه با فساد، بهبود وضعیت تحصیلی و بازنویسی قانون اساسی متمرکز کند. در سال ۲۰۰۵ برنامه رفراندوم قانون اساسی کنیا که توسط پارلمان و رئیس‌جمهور حمایت می‌شد، شکست خورد.

## تقسیمات کشوری

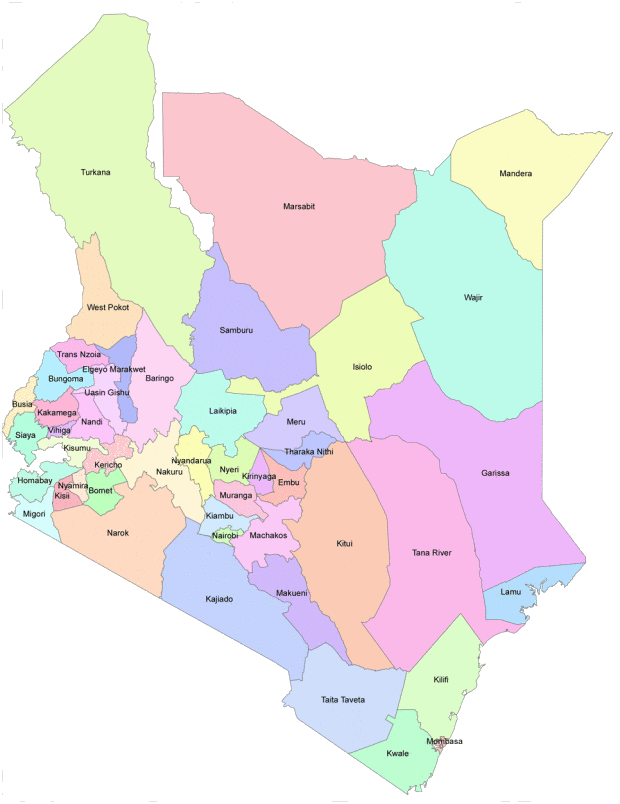
شهرستان‌های کنیا

کنیا به ۴۷ شهرستان تقسیم می‌شود که در سال ۲۰۱۳ میلادی پس از تغییرات عمده در تقسیمات کشوری ایجاد شده‌اند، قبل از این تغیرات کنیا دارای ۸ استان بوده.
| شهر     | جمعیت     |
| ------- | --------- |
| نایروبی | ۲٬۷۵۱٬۰۰۰ |
| مومباسا | ۸۰۰٬۰۰۰   |
| ناکورو  | ۲۶۰٬۰۰۰   |
| الدوره  | ۲۱۸٬۰۰۰   |
| کیسومو  | ۲۱۶٬۰۰۰   |
| تیکا    | ۲۰۰٬۰۰۰   |
| مالیندی | ۱۱۸٬۰۰۰   |

## جغرافیا

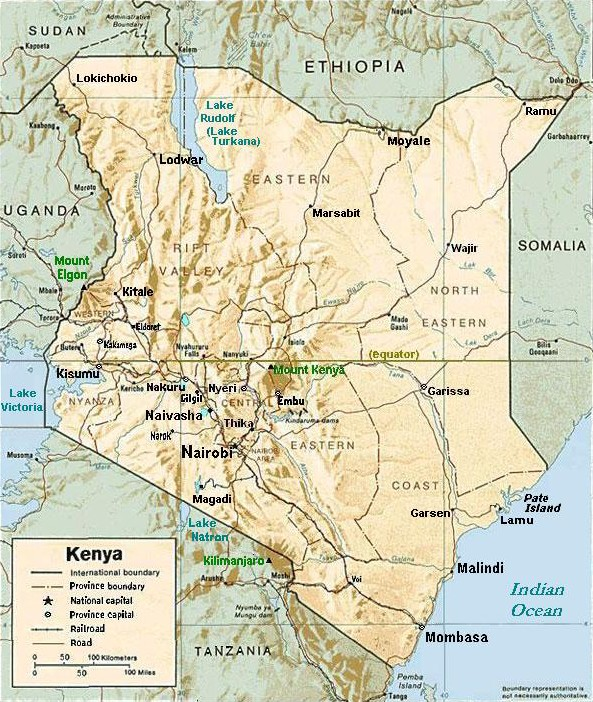
شهر بندری مومباسا راه‌آهنی به نایروبی (مرکز) و شهرهای جنوبی دارد.

جمهوری کنیا که در شرق قاره آفریقا قرار گرفته‌است، با مساحت ۵۸۰٬۳۶۷ کیلومتر مربع، و پس از ماداگاسکار، چهل و هفتمین کشور وسیع دنیاست. همسایگان آن شامل کشورهای تانزانیا در جنوب، اوگاندا در غرب، سودان در شمال غربی، اتیوپی در شمال، سومالی در شمال شرقی می‌باشند و اقیانوس هند نیز در شرق آن واقع گردیده‌است.

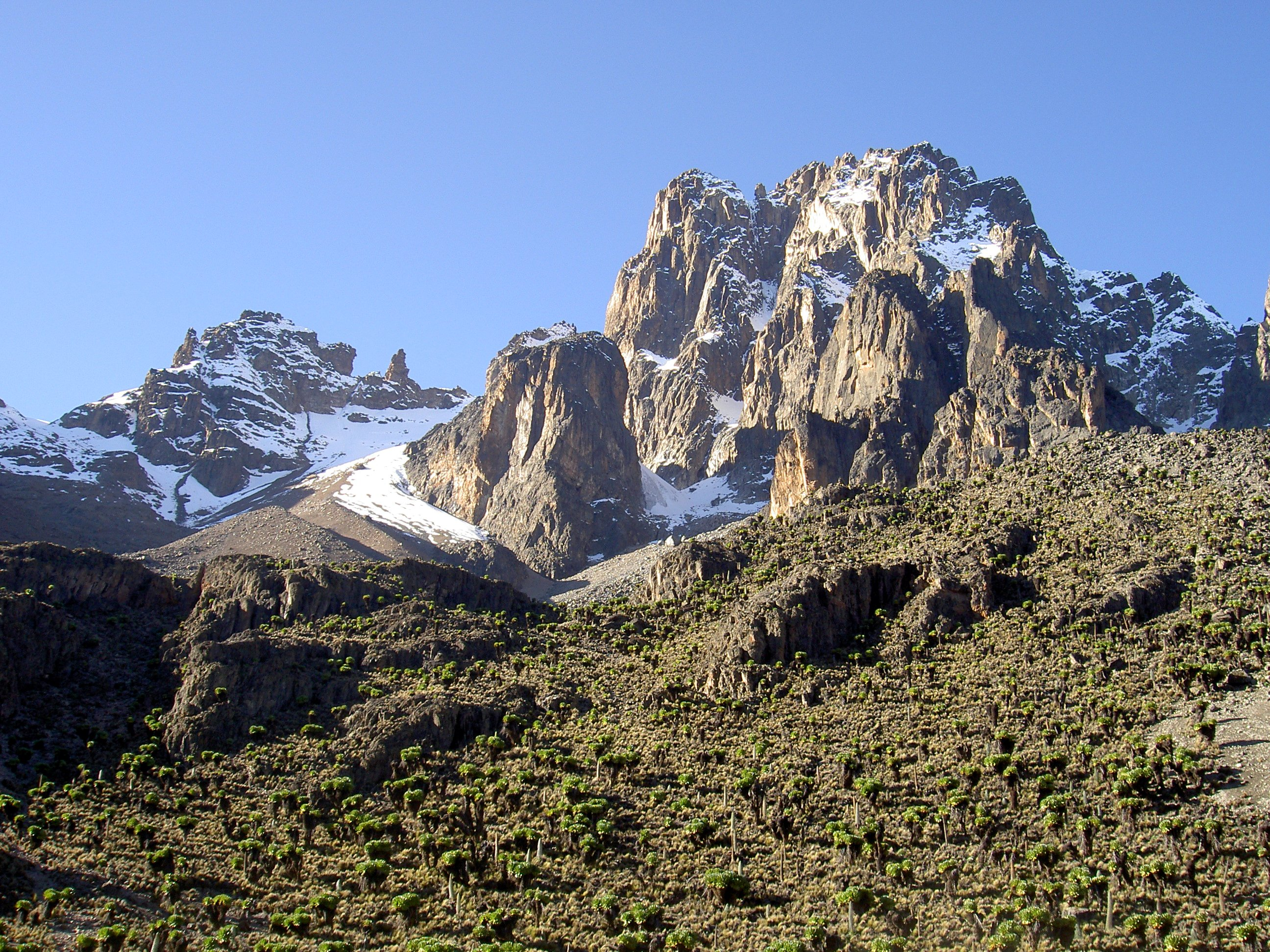
کوه کنیا بلندترین قله کنیا با ۵٬۱۹۹ متر ارتفاع

با عبور خط استوا از کمربند میانی کنیا، مناطق مرکزی، شمال و شمال شرقی بسیار خشک و گرم است. اما مناطق ساحلی که در کنار اقیانوس هند قرار دارد آب و هوایی گرم و مرطوب دارد. در شهرهای ساحلی مومباسا، لامو و مالیندی، تقریباً هر روزه دمای هوا از سرد به داغ تغییر می‌کند.
مساحت کنیا ۵۸۰٬۳۶۷ کیلومتر مربع (۲۲۴۹۶۱ مایل مربع) است که از مقدار یاد شده '۵۶۹٬۲۵۰ کیلومتر مربع آن خشکی و مابقی را آب‌های داخلی از جمله دریاچه‌های ویکتوریا و رودلف را تشکیل داده‌است. این کشور در امتداد اقیانوس هند ۵۳۶ کیلومتر ساحل دارد.
پست‌ترین نقطه کنیا امتداد نواحی ساحلی کنار اقیانوس هند است و بلندترین نقطه این کشور کوه کنیا است با بلندای ۵۱۹۷ متر.
کنیا اراضی زیادی را به زیستگاه وحوش اختصاص داده‌است، که از آن‌جمله است ماسایی مارا که در آن کل یالدار آبی‌رنگ و دیگر گاوسانان در مهاجرت بزرگ سالانه شرکت دارند. بیش از یک میلیون کل یالدار و ۲۰۰ هزار گورخر در این مهاجرت به آن‌سوی رود مارا شرکت دارند.

### آب و هوا
کنیا آب و هوایی معتدل دارد. در مناطق ساحلی هوا گرم و مرطوب و در مناطق شمالی و شمال شرقی بسیار خشک و گرم است.
در طول سال نور خورشید زیادی به کشور می‌تابد و لباس‌های تابستانی همیشه مورد استفاده‌اند. هر چند معمولاً شب‌ها و صبح زود کمی هوا سرد می‌شود.
فصل طولانی بارش باران از آوریل تا ژوئیه‌است. فصل کوتاه بارش باران از اکتبر تا دسامبر است. بارش باران گاهی در بعدازظهر و عصر سنگین می‌شود. سردترین دوره از فوریه تا مارس و گرمترین دوره از ژوئیه تا اوت است. مهاجرت سالانه در ماسای مارا بین ژوئیه و سپتامبر رخ می‌دهد که میلیون‌ها جانور وحشی در آن حضور دارند. این حادثه یکی از محبوب‌ترین صحنه‌های فیلمسازان می‌باشد.

## اقتصاد

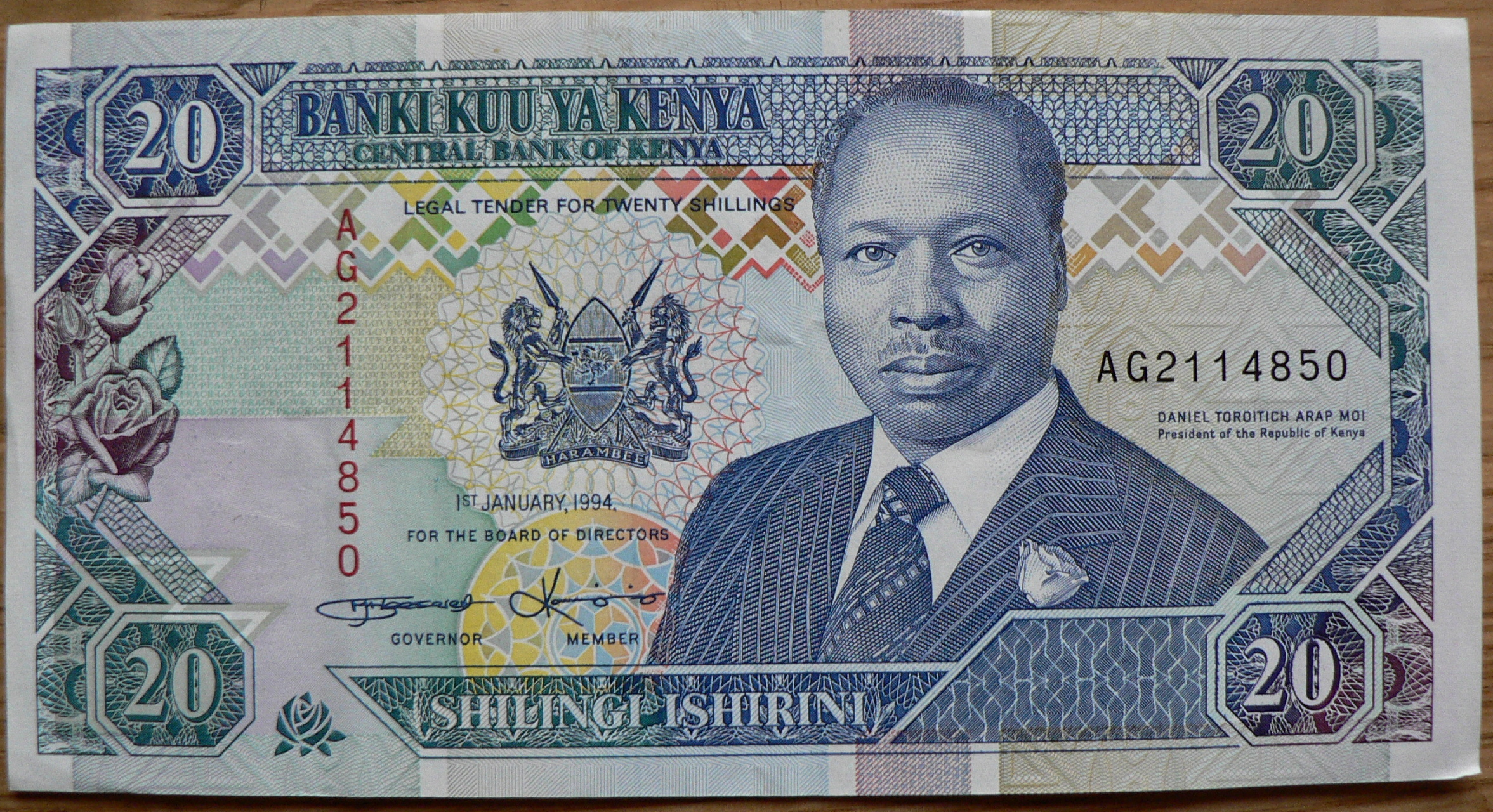
20 shilling note from 1994, depicting then-President دنیل آراپ موی

پس از استقلال، کنیا به‌واسطه سرمایه‌گذاری عمومی، تشویق تولیدات کشاورزی و توسعه سرمایه‌گذاری صنعتی بخش خصوصی، شاهد رشد اقتصادی بود. تولید ناخالص ملی (GDP) در سال‌های ۱۹۶۳ تا ۱۹۷۳ به ۶٪/۶ افزایش پیدا کرد. تولید کشاورزی به ۷٪/۴ افزایش یافت که عوامل مؤثر بر آن توزیع در میان استان‌ها و افتتاح مناطق جدید زراسمت بود.
رشد اقتصادی کنیا بین سال‌های ۱۹۷۴ تا ۱۹۹۰ کاهش پیدا کرد. سیاست‌های نامناسب کشاورزی، نبود بودجه لازم و ضعف در قوانین تجاری بین‌المللی باعث کاهش محصولات کشاورزی گردید. دولت شروع به واگذاری به بخش خصوصی نمود. نبود انگیزه صادرات، کنترل شدید واردات و کنترل ارزهای خارجی باعث کاهش تمایل به سرمایه‌گذاری داخلی گردید.

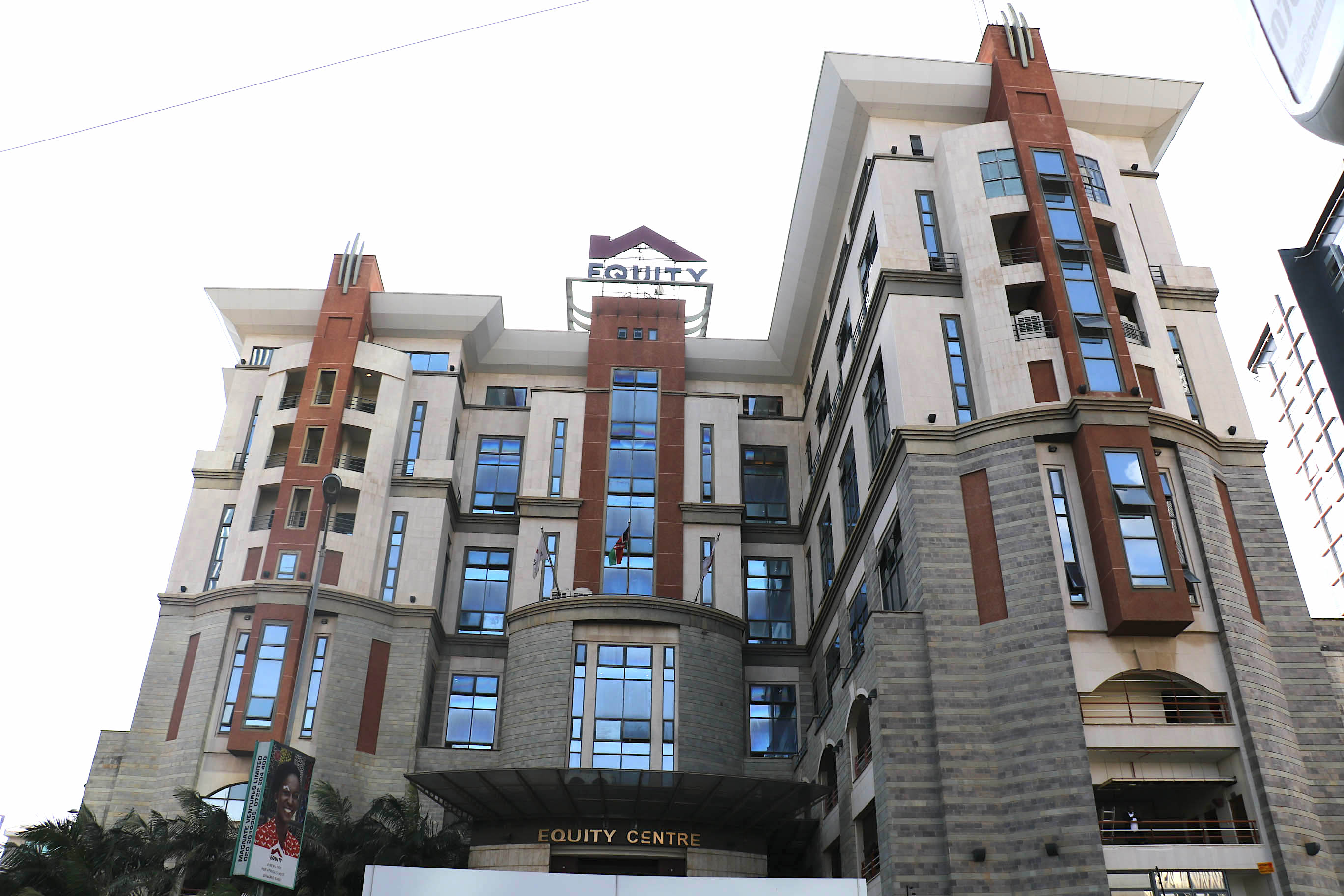
اکوتی هلدینگ شرکت خدمات مالی کنیایی

در سال‌های ۱۹۹۱ تا ۱۹۹۴، کنیا شاهد وخیم‌ترین شرایط اقتصادی بود. رشد تولید ناخالص ملی متوقف شد و تولید محصولات کشاورزی به ۹٪/۳ در سال کاهش یافت. در اوت ۱۹۹۴، نرخ تورم به ۱۰۰٪ رسید. در نتیجه این مشکلات، شرکت‌های وام دهنده، شروع به کمک به کنیا کردند.
در سال ۱۹۹۳، دولت کنیا برنامه‌های عمده اصلاح ساختار اقتصادی را آغاز کرد. وزیر جدید دارایی و سرپرست بانک مرکزی به کمک بانک جهانی و صندوق بین‌المللی پول (IMF) مسئولیت اصلاح را به عهده گرفتند. در این راستا، دولت برنامه‌های کنترل قیمت، مجوز واردات و کنترل نرخ ارز را متوقف کرد و شرکت‌های عمومی را به بخش عمومی واگذار کرد. در بین سال‌های ۱۹۹۴ – ۹۶ نرخ رشد تولید ناخالص ملی به‌طور میانگین حدود ۴٪ در سال بود.
در سال ۱۹۹۷، به علّت تغییر ناگهانی شرایط هوایی و کاهش فعالیت اقتصادی به خاطر انتخابات دسامبر ۱۹۹۷، رشد اقتصادی کاهش یافت. در سال ۲۰۰۰ نرخ رشد GDP منفی بود ولی در سال ۲۰۰۱ با برگشت میزان بارش به حدود قبلی، دوباره افزایش یافت. رشد اقتصادی در سال ۲۰۰۳، ۴٪/۱؛ در سال ۲۰۰۵، ۸٪/۵ بوده‌است.
دولت کنیا در سال ۱۹۹۹ با ساخت سازمان ضد فساد کنیا، گام مهمی در راستای اصلاحات برداشت. در ژوئیه ۲۰۰۰، IMF قرار داد اعطای تسهیلات رشد و کاهش فقر (PRGF) را به ارزش ۱۵۰ میلیون دلار تأیید کرد و بانک جهانی نیز ۱۵۷ میلیون دلار اعتبار برای اصلاح ساختار اقتصاد به کنیا داد.
در دسامبر ۲۰۰۰، سازمان ضد فساد، مغایر با قانون اساسی تشخیص داده شد و تلاش برای اصلاح در سال ۲۰۰۱ بی‌نتیجه ماند. IMF و بانک جهانی برنامه‌های خود را متوقف کردند و تلاش مجدد برای شروع دوباره در اواسط ۲۰۰۲، بی‌نتیجه بود.
با شروع به کار رئیس‌جمهور کیباکی در ۳۰ دسامبر ۲۰۰۲، دولت کنیا اصلاحات اقتصادی را از سر گرفت و همکاری با بانک جهانی و IMF را مجدداً آغاز کرد. ائتلاف جدید رنگین کمان ملی (NARC) شروع به مقابله با جرائم اقتصادی و فساد مالی کرد و موفق که از بین بردن اختلاس‌های دولتی شد. در نوامبر ۲۰۰۳، به‌دنبال به‌کارگیری قوانین ضد فساد و سایر اصلاحات توسط دولت جدید، وام‌های جدید به کنیا تعلق گرفت که IMF وام ۲۵۰ میلیون دلاری برای رشد امکانات و کاهش فقر و سایر وام دهندگان در طول ۴ سال به میزان ۲/۴ میلیارد دلار به کنیا دادند. تخصیص مجدد وام‌ها، نیازمند سرمایه‌گذاری مطمئن خواهد بود.
هر چند، تلاش‌های دولت برای پاسخگویی به نیازهای اقتصادی به علّت نیاز به اصلاحات در سایر بخش‌های کلیدی، به آهستگی انجام می‌شود. مسائل اقتصادی اصلی که دولت باید به آن‌ها عمل کند عبارتند از تأثیر منصفانه بر فساد مالی، مقابله با تروریسم و قانون‌های پول‌شویی، متعادل کردن کسری بودجه، نوسازی و ساخت زیر بنایی، پایدارسازی سیاست‌های اقتصاد کلان و تعیین کردن اصلاحات ساختاری لازم برای تسریع رشد اقتصادی.
نایروبی تلاش دارد تا مرکز اقتصادی شرق آفریقا باشد. این کشور دارای بهترین نقاط ترابری در منطقه، زیرساختهای اجتماعی و نیروی کار متخصص می‌باشد، هر چند این مزایا نسبت به سال گذشته کم‌اهمیت تر شده‌اند. بسیاری از شرکت‌های خارجی در نایروبی شعبه دارند.
در مارس ۱۹۹۶ رئیس‌جمهورهای کنیا، تانزانیا و اوگاندا شرکت آفریقای شرقی (EAC) را مجدداً تأسیس کردند، هدف این شرکت هماهنگ‌کردن تعرفه‌های گمرکی، عبور آزاد مردم از مرزها و توسعه زیر ساختهای منطقه‌است. در مارس ۲۰۰۴، سه کشور آفریقای شرقی توافقنامه اتحادیه گمرکی را به امضاء رساندند.
تولید ناخالص داخلی این کشور در سال ۲۰۱۵ معادل ۶۴ میلیارد دلار بوده‌است.

### اکتشاف نفت
در اوایل سال ۲۰۰۶، هوجیناتو، رئیس‌جمهور چین، قرار داد اکتشاف نفت را با کنیا امضاء کرد. این قرار داد از مجموعه قراردادهای امضاء شده برای ترقی ذخایر طبیعی آفریقا می‌باشد.
این قرار داد شرکت نفت و گاز ساحلی چین CNOOC را ملزم به اکتشاف در کنیا کرد. این شرکت عملیات حفاری و حفره چاه را در مرزهای سودان و سومالی و در آب‌های ساحلی انجام می‌دهد. هنوز نفت تولید نشده، زیرا مخازن نفت هنوز کشف نشده‌اند.

### اینترنت
لازم است ذکر شود که کنیا پرسرعت‌ترین اینترنت را در اتحادیه آفریقا دارد. این سرعت معادل ۱۲٫۲ مگابایت برثانیه است که کنیا را در مقابل تمامی کشورهای جهان در رتبه 42 قرار داده‌است.

## جمعیت
۲۷/۸ ٪ از جمعیت این کشور در شهرها زندگی می‌کنند. میانگین سنی مردم کنیا ۲۰/۱ سال است. امید به زندگی برای مردان ۶۵ و برای زنان ۶۹/۹ سال می‌باشد.
تنوع نژادی زیادی در کنیا وجود دارد. اختلافات بین گروه‌های مختلف باعث بروز مشکلات زیادی در کنیا می‌شود. نظام KANU در سال‌های ۱۹۹۰ به رهبری رئیس‌جمهور اسبق، دانیل توروینچ آراپ موی، به خاطر استفاده از خشونت برای سرکوب کردن سیاست‌های چند حزبی شماتت می‌شد.
وجود گروه‌های مخالف از نژادهای مختلف باعث شد تا دانیل آراپ موی از سال ۱۹۷۸ تا ۲۰۰۲ قدرت را در اختیار داشته باشد.
گروه‌های نژادی: کیکویو ۲۲٪، لوهیا ۱۴٪، لو ۱۳٪، کالنجین ۱۲٪، کامبا ۱۱٪، کیسی ۶٪، آمرو ۶٪، سایر آفریقایی‌ها ۱۵٪، غیر آفریقایی (آسیایی / دسی، اروپایی و عرب) ۱. ٪
گروه‌های دینی: پروتستان ۳۴٪، کلیسای کاتولیک کنیا ۳۲٪، کلیسای روز هفتم ۱۰٪، مذهبیان سنتی ۶٪، اسلام ۱۰٪، سایر مذاهب مثل هندو: برهما بودا و بهایی. شهرهای بزرگ: نایروبی، مومباسا، کیسومو، ناکورو والدورت.

## فرهنگ

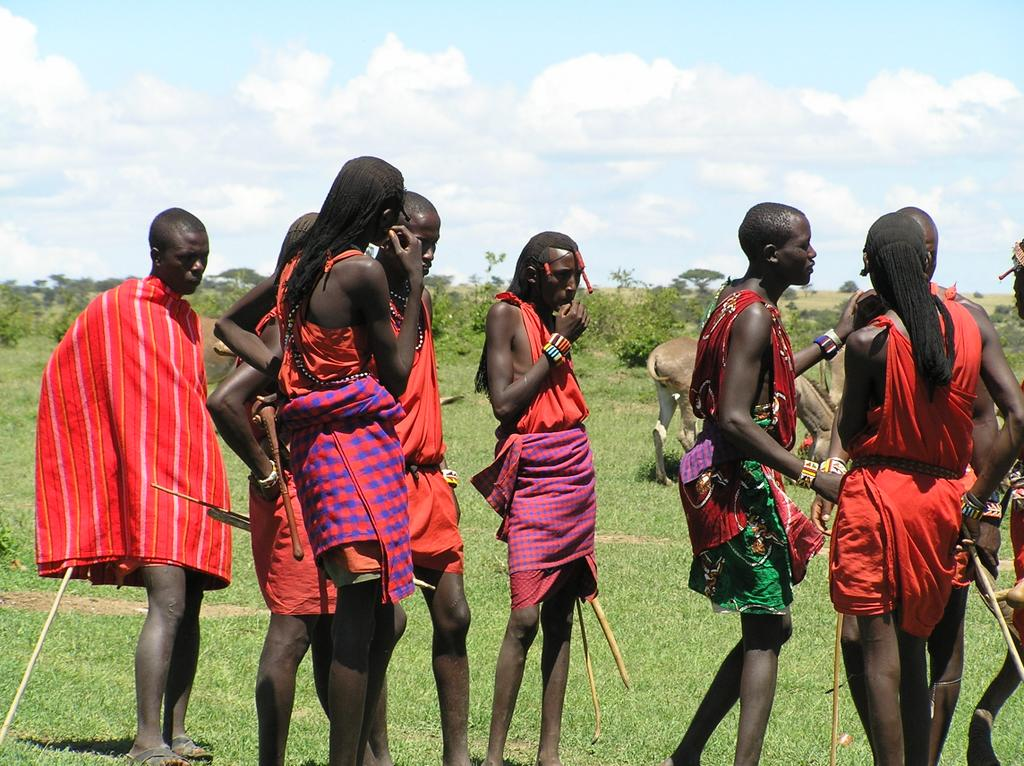
جنگجویان ماسای

کنیا، کشوری با فرهنگ‌های متفاوت است. فرهنگ‌های قابل توجه شامل سواحیلی در مناطق ساحلی، پاستورالیست در شمال و جوامع مختلف در مرکز و غرب می‌باشد. امروزه فرهنگ ماسای به خاطر صنعت توریسم به‌خوبی شناخته شده‌است هر چند که فقط یک قبیله کوچک است.

### لباس ملی

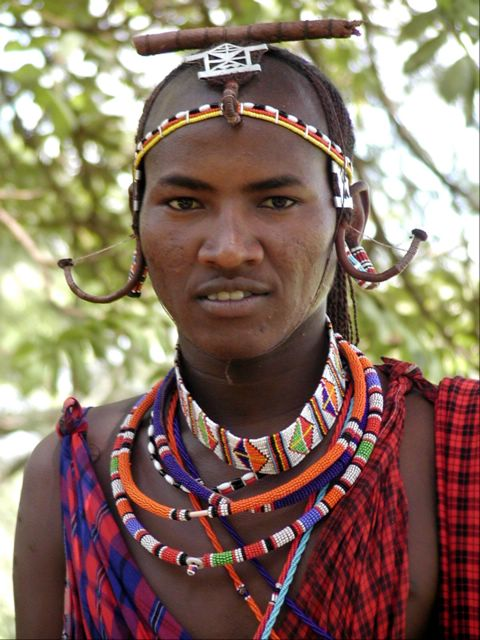
یک مرد ماسای در لباس سخت

بغیر از پرچم ملی، کنیا هنوز لباس ملی ندارد که معرف تمامی گونه‌های نژادی موجود در آن باشد. با داشتن بیش از ۴۲ فرهنگ مختلف، کنیا مراسم و آیین‌های تستی مخصوص به خود را دارد. هر چند، تلاش‌های زیادی برای طراحی لباس ملی معرف مردم کنیا انجام شد که چیزی شبیه یه لباس از گانا است.
کیتگ، یکپارچه کتانی را که از رنگ‌های مختلف بافته شده، و قلابدوزی‌های سنگین دارد، به عنوان لباس آفریقایی پذیرفته شده‌است. این لباس در بسیاری از کشورهای آفریقایی، به عنوان لباس رسمی در جشن‌ها و مراسم استفاده می‌شود.
کانگا (لباس آفریقایی) نیز یکی دیگر از لباس‌های متداول در خانه‌های کنیایی است. کانگا قطعه‌ای لباس به اندازه ۵/۱ در ۱ متر است که جمله‌های زیبا به زبان کیسامیلی (یا انگلیسی) بر روی آن چاپ شده‌است و اغلب زنان آن را بدور کمر و بالاتنه خود می‌پیچند. از این نوع لباس به عنوان دامن، گهواره کودک، پتوی پیک نیک، لباس شنا و… نیز استفاده می‌شود.

### موسیقی
کنیا مهد انواع موسیقی از موسیقی پاپ وارد شده تا موسیقی تلفیقی آفرو و بنگا و آهنگ‌های محلی سنتی است. گیتار پر طرفدارترین ساز در کنیا است و اکثر آهنگ‌ها با ریتم گیتار ساخته می‌شوند. معروف‌ترین نوازنده گیتار در اوایل قرن بیستم، فوندی کاندی بود. سایر موزیسین‌های معروف آن، فادهیلی ویلیامز (که به خاطر آهنگ "مالیکاً معروف است) و میریام ماکبا و بونی ام و دائودی کابکا، می‌باشند.
موسیقی مردمی در سالهای ۱۹۸۰ و ۹۰ به دو گروه تقسیم می‌شد: آهنگ سواحیلی و آهنگ کونگولیز، گروه دم ماشرومز که بعدها یوگا نام گرفت از گروه‌های محبوب این دوره می‌باشد. در سالهای اخیر موسیقی‌های مدرن مثل رپ و هیپ – هاپ در این کشور افزایش یافته‌اند.
دو گروه جدید بنام «گنگ» و «کاپوکاموزیک» به وجود آمده‌اند که موسیقی کنیایی خلق می‌کنند. گروه زیرزمینی هیپ – هاپ نیز وجود دارد که کمتر کارهایش را از رادیو پخش می‌کند. از پیشگامان موسیقی می‌توان به بریکارد پوکا اولانگ پوکسی پرشا با آهنگ معروفش ازمان اتونلگو و جمله معروف ولی من چیزی می‌گویم؟ و سایر هنرمندان مثل کالاماشاکا، اوکوفولانی و k- سوت، اشاره کرد.
هنرمندان محبوب عبارتند از: دیوید ماتنگ، ردسان، نسسری نویز، نونینی، جوکالی، کلپتومانیاکس، لونگومباس، سوزانا اویو آچینگ آبورا، نوع موسیقی این افراد از پاپ، راگا راگا، تلفیقی آفریقایی تا هیپ – هاپ متغیر است.

### ورزش
کنیا در ورزش‌هایی مثل فوتبال، اتومبیل رانی، راگبی، کریکت و بوکس فعال است. اما این کشور به خاطر قدرتش در ورزش دو و میدانی و مسابقات دوی استقامت و نیمه‌استقامت معروف است. کنیا، قهرمانانی در مسابقات المپیک در رشته‌های ۸۰۰ متر، ۱۵۰۰ متر، ۳۰۰۰ متر با مانع، ۵۰۰۰ متر، ۱۰۰۰۰ متر و ماراتن داشته‌است. با وجود رقابت اتیوپی و مراکش، کنیا هنوز سعی در حفظ جایگاه خود در رشته دو می‌دانی دارد.
رکورد دارد مسابقات ماراتن جهانی، پل ترگات، و قهرمان مسابقات ماراتن بوستون، کاترین اندریبا، از معروف‌ترین قهرمانان کنیا هستند. الیود کیپچوگه قهرمان ماراتن المپیک، لندن، ریو و توکیو به عنوان نخستین انسانی که ماراتن را زیر دو ساعت دویده‌است، قهرمان و اسطوره مطرح و کنونی دو میدانی این کشور است.
بحث‌هایی در ورزش کشور کنیا وجود دارد، چرا که برخی قهرمانان کنیایی به کشورهای دیگر مثل بحرین و قطر ملحق می‌شوند. وزارت ورزش کنیا سعی کرده جلوی پناهندگی ورزشکاران را بگیرد ولی به هر حال این امر ادامه دارد و این اواخر برنارد لاگات به تیم آمریکا پیوست.
تیم راگبی کنیا نیز در حال معروف شدن است. مسابقات سالانه سفری سونز، محبوبیت زیادی دارد. تیم ملی را کنیا (سونز) در مسابقات جهانی IRB در فصل ۲۰۰۶ مقام نهم را کسب کرد. کنیا یکی از قدرت هیا والیبال بانوان در آفریقا در رده ملی و باشگاهی است. تیم والیبال زنان کنیا در بازی‌های المپیک حضور داشته ولی مقام قابل ذکری کسب نکرده‌است.
فوتبال کنیا به علت درگیری‌های داخلی در فدراسیون فوتبال، از طرف فیفا به حالت تعلیق درآمده‌است. در زمینه مسابقات موتور سیکلت، کنیا میزبان مسابقات معروف رالی سفری است که یکی از طولانی‌ترین مسابقات رالی دنیا است. برخی از رانندگان معروف دنیا مثل بایورن والدگارد، هانامیکولا، تومی ماکنین، شکهار مهتا و کولین مک رأی در این تورنمنت شرکت کرده و قهرمان شده‌اند.

### فیلم و تئاتر
کنیا برگزارکننده یکی از بزرگ‌ترین اتفاقات سالیانه تئاتر، جشنواره تئاتر دانشکده‌ها و مدرسه‌ها، در جنوب صحرا است.
هر چند دولت، خیلی از صنعت فیلمسازی حمایت نکرده‌است، این کشور صحنه‌های منحصربه‌فردی دارد و فقط آفریقای جنوبی در تولید بازیگران با استعداد در قاره آفریقا با کنیا قابل مقایسه‌است. به خاطر عدم توجه به علاقه دولت، صنعت فیلمسازی این کشور در حال رکورد است و فیلم‌های بسیار کمی تهیه و ساخته شده‌است.
آخرین فیلمی که برنده جایزه شده فیلم «باغبان دائمی» به کارگردانی فرناندو میرلس و بازی رالف فینس و راشل ویسند است سایر فیلم‌های تولید شده در کنیا عبارتند از: «هیچ‌کجا در آفریقاً،» داراکرافت، جستجوگر معتبر: گهواره زندگی «و» قدم زدن با شیرها «شینا، ملکه جنگل» اولین فیلم خارجی بود که کاملاً در کنیا فیلمبرداری شد. سایر فیلم‌هایی که در کنیا فیلم‌برداری شده‌اند عبارتند از: خارج از آفریقا به کارگردانی سیدنی پولاک و بازی رابرت ردفورد و مریل استریپ و فیلم «آزاده» که از روی زندگی‌نامه جوی آدامسون ساخته شده‌است. بازیگران معروف کنیا عبارتند از: پل اونسونگو، جان سیبی اکومو و انجری اوساک.
فیلم «ظهور و سقوط آیدی امین» بر مبنای زندگی دیکتاتور آفریقایی، در کنیا فیلمبرداری شده و یکی از فیلم‌های موفق تولید شده در کنیا می‌باشد. از کارگردانان بومی کنیا می‌توان به اینگولو واکیا، آلبرت وانداگو و جودی کپینگ اشاره کرد.
در سال ۲۰۱۲ فیلم سینمائی فرزند چهارم به کارگردانی و تهیه‌کنندگی وحید موسائیان با بازی حامد بهداد و مهتاب کرامتی در کنیا و سومالی در مورد قحطی زدگان سومالی ساخته شد که سقوط هواپیمای گروه فیلمبرداری این فیلم در کنیا خبر ساز شد.
بازی در تلویزیون از محبوبیت بیشتری برخوردار است. از سال ۱۹۶۰ بازیگرانی مثل امزی پمبه و ماما انجری در صحنه تلویزیون کنیا حضور یافته‌اند. پس از مدتی، افرادی مانند نسون وانجائو (اوجوانگ هاتاری) و ماری نابیلی (ماما کایای) در سریال‌های کمدی حضور یافتند که منحصراً به زبان کیسا خیلی پخش می‌شد و میلیون‌ها تماشاگر داشت.
تئاترهای جوی تلویزیونی از سال ۱۹۹۰ با حضور بازیگرانی مثل پاکسون انگوگی و BMJ موریتی، آغاز شد. نوع جدیدی از کمدی با هنرمندی جونی اندریتو ابداع شد که بعدها توسط گروه ردیکیولاس متشکل از سه جوان کنیایی به نام‌های والتر مونگاره، تونی انجو گونا و جان کیاره (KJ) ادامه یافت. آن‌ها حتی رئیس‌جمهور دانیل آراپ موی را مسخره می‌کردند. این کار خطرناک بود و ممکن بود حکم تعقیب و پیگرد، آن‌ها صادر شود که سرانجام در سال ۱۹۸۰، تمسخر و ادای شخصیتهای سیاسی را درآوردن به عنوان جرم و خیانت معرفی شد.